# Who (Unix)
Standardní příkaz operačních systémů Unix – who zobrazuje na displeji seznam uživatelů, kteří jsou právě připojeni do systému.
Příkaz who je analogický příkazu w, který poskytuje stejné informace a k tomu přidává další data a statistiku.

## Specifikace
Syntaxe příkazu je specifikována v Single Unix Specification (SUS) a v rozšíření X/Open System Interfaces Extension (XSI). Ve výpisu je udáván uživatel, terminál, čas přihlášení, ID procesu, čas od poslední aktivity na terminálu, případně další informace podle použitých přepínačů.
Příkaz může být vyvolán s argumenty am i nebo am I (tedy who am i nebo am I), který zprostředkuje výpis informací vztažený pouze k aktuálnímu uživatelskému terminálu (analogicky lze užít přepínač -m, výsledek je ekvivalentní).

## Užití
SUS specifikuje přepínače -m, -T, a -u, ostatní specifikace přepínačů je v rozšíření XSI.
Příkaz who s přepínačem
-a, poskytne uživateli sdružené informace, jaké jsou jednotlivě vypisovány (zpravidla zobrazovány na displeji) při použití přepínačů -b, -d, -l, -p, -r, -t, -T a -u.
- -b : zobrazí čas, kdy byl systém na počítači naposledy restartován
- -d : zobrazí procesy zombie s detaily
- -H : zobrazí hlavičku sloupců
- -l : vypíše terminály, pokud se může uživatel zalogovat (přihlásit do systému)
- -m : vypíše informace o aktuálním terminálu, na němž je uživatel přihlášen
- -p : vypíše aktivní procesy
- -q : rychlý formát, vypíší se pouze jména a počet všech uživatelů, kteří jsou právě přihlášeni, bez ohledu na ostatní přepínače; ekvivalentním příkazem je utilita users
- -r : zobrazí úroveň běhu v inicializačním procesu
- -s : výchozí přepínač (systémem přiřazen, když uživatel neuvede žádný přepínač; zobrazí se pouze jméno, terminál a čas přihlášení
- -t : vypíše se informace, kdy byl systémový čas naposledy změněn
- -T : ukazuje detaily každého terminálu ve standardním formátu
- -u : vypisuje se ztrátový čas, doba nečinnosti během přihlášení